# Andrés Rosón
Andrés Antonio Rosón Mota (Santiago de los Caballeros, c. 1797-Baní, enero de 1862), conocido como Andrés Rosón, fue un presbítero, político y legislador dominicano.
Desarrolló gran parte de su ministerio sacerdotal como párroco en Baní. En 1844 fue elegido diputado al primer Congreso Constituyente de la República Dominicana, participando activamente en la creación de la Constitución de San Cristóbal, lo que lo convierte en uno de los «padres de la Constitución».
En 1860 fue postulado como candidato a arzobispo metropolitano de Santo Domingo, tras el fallecimiento del arzobispo electo Antonio Cerezano Camarena, quien murió en Puerto Rico antes de asumir el cargo. Su candidatura fue impulsada tanto por presidente Pedro Santana como por el Senado Consultor, aunque finalmente no se concretó su designación.

## Biografía
Nació en la ciudad de Santiago de los Caballeros en 1797, hijo del capitán Cayetano Rosón y de Antonia de Mota Ruiz. Su padre y uno de sus hermanos murieron trágicamente en 1801, durante la expedición de Toussaint Louverture a Santo Domingo por parte de tropas negras mandadas por el general Moyse Louverture —sobrino de Toussaint Louverture, gobernador general de Saint-Domingue— en Santiago de los Caballeros.
En el breve período de la España Boba, el joven Andrés Antonio Rosón Mota, a la edad de 18 años, ingresó a la Real y Pontificia Universidad de Santo Tomás de Aquino (Santo Domingo) durante su reapertura, apareciendo en los registros universitarios de los años 1815 y 1816. Fue testigo del bautismo de José María Serra de Castro el 19 de diciembre de 1819 y de Rosa Duarte el 28 de junio de 1820. Completados sus estudios eclesiásticos, fue ordenado presbítero el 21 de enero de 1821, festividad de Nuestra Señora de la Altagracia, por el arzobispo Pedro Valera y Jiménez (1757-1833), el primer obispo dominicano de la arquidiócesis de Santo Domingo.
Después de su ordenación sacerdotal, se desempeñó como secretario del Pedro Valera y Jiménez hasta 1830, año en que el prelado dominicano partió hacia Cuba tras sufrir un intento de magnicidio perpetrado por un haitiano. El arzobispo Valera dejó constancia de su aprecio por el reverendo Andrés Antonio Rosón al incluirlo como heredero de sus bienes, junto con el padre Tomás de Portes e Infante (1777-1858).
En 1835 fue nombrado párroco de Santa Bárbara, en la ciudad de Santo Domingo, y posteriormente de Nuestra Señora de Regla en la villa de Baní, donde sirvió por casi tres décadas hasta su fallecimiento, dedicando casi 30 años a esta comunidad
Tras el terremoto del 7 de mayo de 1842, que destruyó la iglesia de Baní, impulsó su reconstrucción con el apoyo del general Félix Marcano. El nuevo templo, de madera, fue inaugurado en mayo de 1846 —la iglesia fue consumida por un incendio en 1882— y fue visitado más tarde por el agente teniente estadounidense David Dixon Porter, quien quedó impresionado por la asistencia de los feligreses en misa. El pueblo tenía 4 650 habitantes.
Apoyó la Reforma haitiana en 1843 y pronunció homilías en contra de la ocupación haitiana de Santo Domingo. El 28 de febrero de 1844, el sacerdote respaldó la independencia dominicana en Baní. Participó como representante de Baní en la Asamblea Constituyente de San Cristóbal, contribuyendo a la redacción de la primera Constitución de la República, junto con Buenaventura Báez, Manuel María Valencia, Vicente Mancebo y el padre Julián de Aponte. Se opuso al artículo 210, que otorgaba poderes extraordinarios al presidente en tiempos de guerra.
En un discurso pronunciado el 24 de noviembre de 1845, expresó su valoración positiva de la Constitución: «si bien no puede decirse una obra más completa y perfecta, porque tal es el carácter de las producciones del hombre, a lo menos fue la que convenía a nuestra actual posición... Esta obra ha sido considerada por los hombres sensatos y religiosos como uno de los más insignes beneficios con que nos ha favorecido la Divina Providencia...».
También prestó atención pastoral al caserío de San José de Ocoa, al cual visitó en varias ocasiones, especialmente durante las patronales de la Virgen de la Altagracia. En diciembre de 1846 y enero de 1847, comisionado por Tomás de Portes e Infante, vicario general de la arquidiócesis, visitó San José de Ocoa para administrar los sacramentos y fomentar la construcción de un templo. En Baní, promovió también las festividades patronales de la Nuestra Señora de la Regla, invitando a los predicadores más renombrados de la época, como el padre Valencia y el diácono Gabriel Moreno del Christo.
El 10 de agosto de 1848, firmó un manifiesto dirigido al Tribunado reiterando su rechazo al artículo 210. El 21 de enero de 1855, en calidad de comisionado de Tomás de Portes, bendijo e inauguró la primera iglesia del caserío de Ocoa, estableciendo allí la primera ermita.
El 15 de febrero de 1859, tras la muerte del arzobispo Portes y la de su sucesor designado, Gaspar Hernández Morales, M. I. (fallecido en Curazao en 1858), la cancillería dominicana, bajo la dirección de Miguel Lavastida, presentó una terna para la gobernanza de la arquidiócesis de Santo Domingo al vicario apostólico de Curazao, Martín Niewindt. La terna incluía a Fernando Arturo de Meriño, Miguel Billini Hernández y el padre Andrés Antonio Rosón. Finalmente, fue elegido el padre Meriño.
Entre 1859 y 1860, continuó participando en las festividades religiosas de La Altagracia en Ocoa, donde también celebró bautismos durante la novena y las fiestas patronales.
El 28 de junio de 1860, el ministro de Exteriores Pedro Ricart y Torres recomendó al sacerdote Andrés Antonio Rosón como gobernador eclesiástico en una carta al arzobispo electo de Santo Domingo, Antonio Cerezano Camarena, quien había sido ordenado sacerdote junto al cura Andrés Antonio Rosón en 1821, pero antes de llegar falleció en Puerto Rico el 11 de julio de 1860. Posteriormente, el 7 de agosto de 1860, el presidente Pedro Santana comunicó al papa Pío IX el fallecimiento del padre Cerezano y propuso al presbítero Andrés Antonio Rosón como candidato al arzobispado. El ministro de Relaciones Exteriores solicitó al embajador dominicano en España, Felipe Benicio Alfau, gestionar la propuesta ante Tomás Iglesias y Barcones, patriarca de las Indias. En septiembre de 1860, el Senado Consultor presentó una terna al Poder Ejecutivo compuesta por el cura Andrés Antonio Rosón, Antonio Gutiérrez (párroco del Seybo) y Manuel González Regalado (párroco de Puerto Plata), aunque Santana ya había sugerido exclusivamente a Andrés Antonio Rosón.
Apoyó el 17 de marzo de 1861 la anexión a España en Baní, siendo uno de los principales eclesiásticos que respaldaron el proceso. La anexión interrumpió el proceso de nominación y dejó sin efecto la candidatura de Andrés Rosón al arzobispado.
Fue padrino y maestro de Máximo Gómez, quien más tarde se convertiría en general en jefe de los mambises durante la guerra de independencia cubana. Aunque inicialmente se le había orientado hacia la vida eclesiástica, Gómez optó por la carrera militar. Estuvo al lado de Rosón durante sus últimos días, firmando junto a él su testamento en enero de 1862.
El padre Andrés Rosón falleció a finales de ese mes, a la edad de 65 años.